# Pręgierz w Szydłowcu
Pręgierz w Szydłowcu – późnorenesansowa kolumna przeznaczona do wykonywania kar, wzniesiona w I połowie XVII wieku i ustawiona przed szydłowieckim ratuszem. Pręgierz jest unikalnym zabytkiem tego typu w skali ogólnopolskiej.
Pręgierz ustawiony na Rynku Wielkim ma kształt wysokiej na około 250 cm kolumny z piaskowca, stojącej na profilowanej bazie i zwieńczonej gzymsem. W połowie wysokości wykuto cztery płaskorzeźbione maszkarony z żelaznymi uchwytami dla skazańców, przedstawiające trzech satyrów oraz maskę kobiecą.
Kolumna została wykonana przez miejscowych kamieniarzy podczas budowy ratusza. Ostatni raz pełnił swoją funkcję w 1788 roku. Pręgierz stał przed ratuszem do końca XIX wieku i wówczas przeniesiono go na skwer przed kościołem, dodając podstawę i wieńcząc kulą. Na dawne miejsce przywrócony został w 1999 roku. 